# Ellrich
Ellrich là một thị xã ở huyện Nordhausen, trong bang Thüringen, Đức. Đô thị Ellrich có diện tích 69,42 km². Ellrich tọa lạc ở rìa nam của Harz, 13 km về phía tay bắc của Nordhausen.